# Dendrologija
Dendrologija (antično grško: δένδρον, dendron, »drevo«; in: -λογία, -logia, veda) je veda in študija o olesenelih rastlinah (drevesa, grmi). Ni popolnoma določena meja med taksonomijo in dendrologijo. Oseba, ki se ukvarja z dendrologijo, je dendrolog oziroma gozdar. Dendrologija se preučuje z namenom osredotočenja na ekonomsko rabo lesa, oziroma dreves, ter njihovi identifikaciji in hortikulturni ali silvikulturni lastnosti.
Dendrologija je opredeljena na listnata in iglasta drevesa oz. grme. Datiranje ali razlago preteklih dogajanj v življenju teh rastlin preučuje dendrokronologija.